# Gjepalaj
Gjepalaj è una frazione del comune di Shijak in Albania (prefettura di Durazzo).
Fino alla riforma amministrativa del 2015 era comune autonomo, dopo la riforma è stato accorpato, insieme agli ex-comuni di Maminas, Shijak e Xhafzotaj a costituire la municipalità di Shijak.

## Località
Il comune era formato dall'insieme delle seguenti località:
- Gjepalaj
- Hardhishte
- Cizmeli
- Eminas i Vogel
- Likesh
- Shtreze
- Kenete
- Shahinaj
- Shetel